# Marisa Leonie Bach

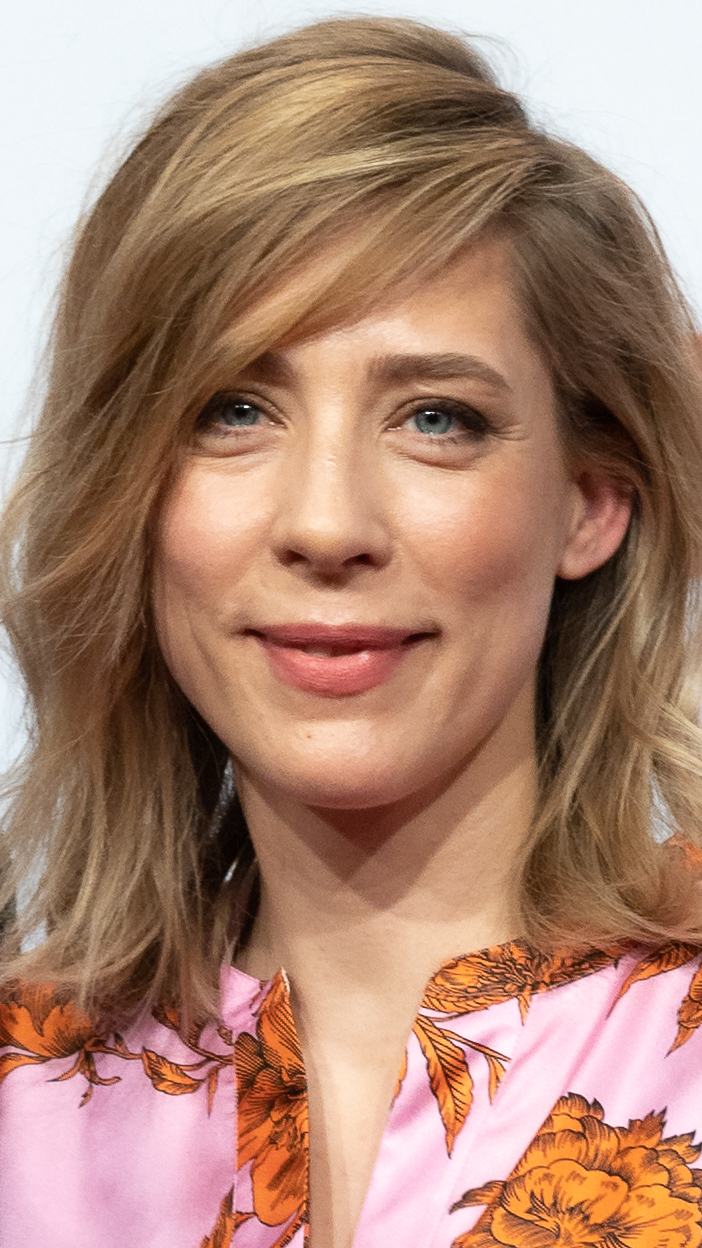
Marisa Leonie Bach, 2020

Marisa Leonie Bach (* 1978 in München) ist eine deutsche Schauspielerin.

## Leben
Marisa Leonie Bach nahm zwischen 1998 und 2002 Schauspielunterricht bei Helga Engel, Frank Betzelt und Beatrice Richter. Während dieser Zeit besuchte sie 1999 und 2000 die Lee Strasberg School in New York. Im Jahr 2000 gab sie ihr Filmdebüt in Einladung zum Mord. Sie ist vorzugsweise in Fernsehfilmen und Fernsehserien zu sehen. Einem größeren Publikum bekannt wurde sie durch ihre Rolle der Patrice in der Fernsehserie Axel! will’s wissen. In dem 2003 gedrehten Film From Another Point of View wirkte sie als Schauspielerin und erstmals Drehbuchautorin mit.
Marisa Leonie Bach ist mit dem Komponisten Johann Sebastian Bach verwandt. Sie genoss neben einer klassischen Gesangsausbildung auch Instrumentalunterricht an Klavier und Violine. Seit dem Jahr 2000 ist sie mit dem Schauspielerkollegen Ken Duken verheiratet, mit dem sie einen 2009 geborenen Sohn hat. Im Fernsehfilm Die Hexenprinzessin (2020) aus der ZDF-Reihe Märchenperlen verkörperte sie an der Seite ihres Ehemannes als König Goderic die Rolle der Königin Lioba.

## Filmografie (Auswahl)
- 2000: Einladung zum Mord
- 2001: 100 Pro
- 2003: From Another Point of View (Kurzfilm)
- 2004, 2017: SOKO München – Eine feine Gesellschaft, Tanz der junggebliebenen Herzen (Fernsehserie)
- 2004: Einsatz in Hamburg – Bei Liebe Mord (Fernsehserie)
- 2005: Axel! will’s wissen (Fernsehserie, 5 Episoden)
- 2006: Inga Lindström – Die Frau am Leuchtturm
- 2006: Inga Lindström – Das Geheimnis von Svenaholm
- 2006: Störtebeker (Fernsehfilm)
- 2007: Die Rettungsflieger – Neuanfänge (Fernsehserie)
- 2007: Der Zauber des Regenbogens (Fernsehfilm)
- 2008: Happy Hour (Kurzfilm)
- 2008: König Drosselbart (Fernsehfilm)
- 2008: Hallo Robbie! – Geheimnis unter Wasser (Fernsehserie)
- 2008: Schade um das schöne Geld (Fernsehfilm)
- 2009: Zwölf Winter (Fernsehfilm)
- 2009: Liebe verlernt man nicht (Fernsehfilm)
- 2010: Der Antrag (Kurzfilm)
- 2010: Die Beobachtung (Kurzfilm)
- 2010: Blüh im Glanze (Kurzfilm)
- 2010: SOKO Wismar – Väter und Söhne (Fernsehserie)
- 2011: Küstenwache – In den Fängen der Macht (Fernsehserie)
- 2012: Schief gewickelt (Fernsehfilm)
- 2012: Flemming – Mord des Jahrhunderts (Fernsehserie)
- 2012: Tatort – Der traurige König
- 2015: Treppe aufwärts
- 2015: Max und Hélène
- 2017: Berlin Falling
- 2017: In aller Freundschaft – Nur ein Moment (Fernsehserie)
- 2019: Jerks. – Jump Up Jump Up and Get Down (Fernsehserie)
- 2019: Beck is back! – Gaffer (Fernsehserie)
- 2019: Schwartz & Schwartz: Der Tod im Haus (Fernsehfilm)
- 2019: 23 Morde – Bereit für die Wahrheit? – Feuer (Fernsehserie)
- 2019: Notruf Hafenkante – Blutsbrüder (Fernsehserie)
- 2020: Die Hexenprinzessin (Fernsehfilm)
- 2021: SOKO Stuttgart – Mietfrei in den Tod (Fernsehserie)
- 2021: Der Staatsanwalt – Tod eines Helden (Fernsehserie)
- 2022: SOKO Hamburg – Perfect Partner (Fernsehserie)
- 2023: Das Leben ist kein Kindergarten 3 – Vaterfreuden (Fernsehfilm)
- 2024: WaPo Bodensee – Unsichtbarer Feind (Fernsehserie)